# 1884
1884 (MDCCCLXXXIV) fue un año bisiesto comenzado en martes según el calendario gregoriano.

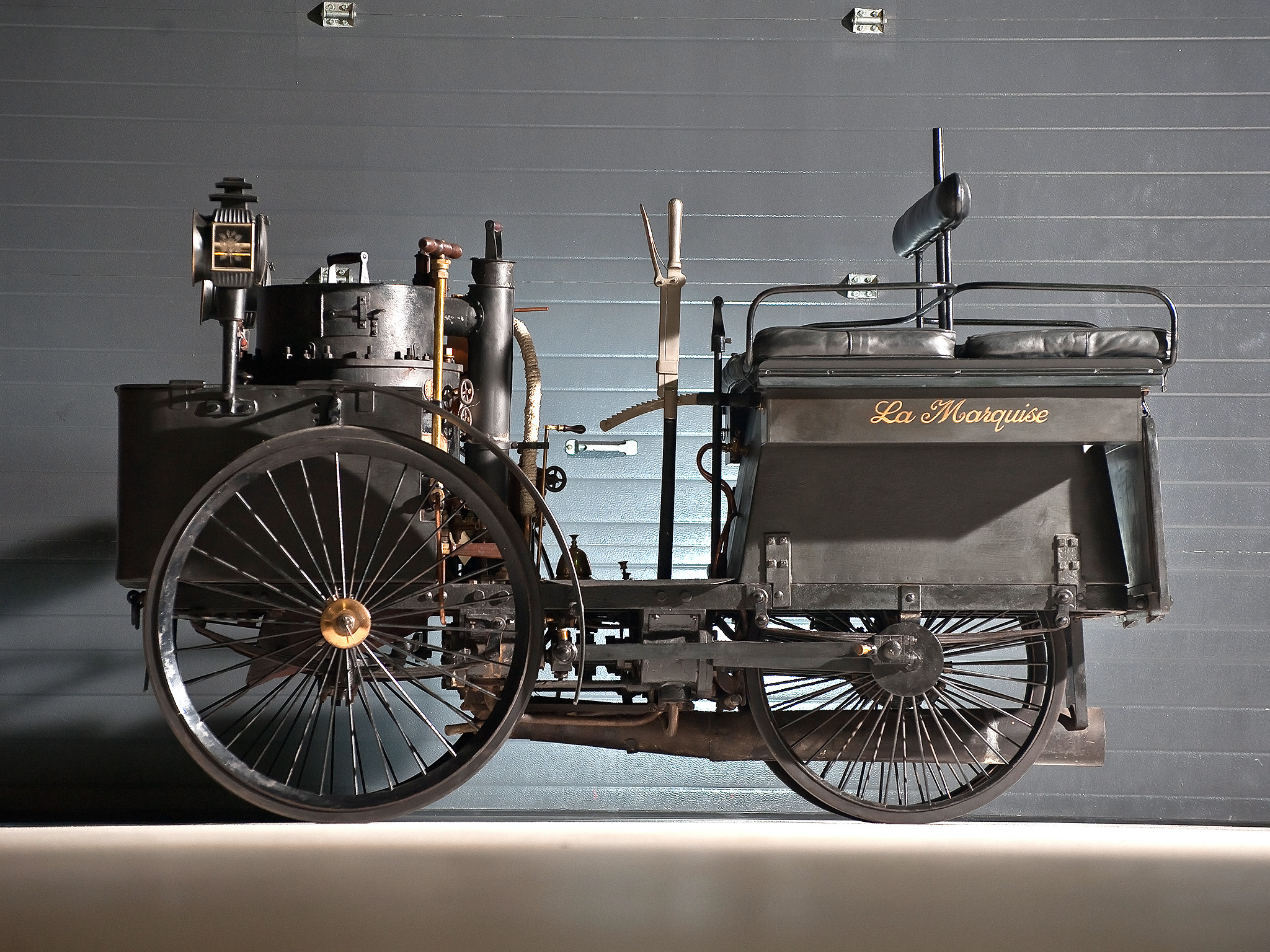
La Marquise

## Acontecimientos

### Febrero
- 7 de febrero: creación de la diócesis de Madrid-Alcalá, por bula del papa León XIII.

### Marzo
- 2 de marzo: en la Ciudad de La Plata (provincia de Buenos Aires) se funda el diario El Día.

### Abril
- 20 de abril: el papa León XIII publica su encíclica Humanum genus contra la masonería. En la misma afirma, siguiendo a San Agustín, la existencia de una "ciudad de Dios" formada por la Iglesia católica que combate contra el Reino de Satanás, formado entre otras organizaciones por la sectae Massonicae (masonería), que se rebela contra la ley divina[1]
- 22 de abril: Un terremoto de 4,6 sacude Colchester y causa daños considerables.

### Junio
- 28 de junio: en Gerona (España) son fusilados dos militares prodemocráticos acusados de favorecer un levantamiento republicano en Santa Coloma de Farnés.[2]

### Julio
- 3 de julio: Charles Henry Dow publica la primera media del mercado de valores.
- 5 de julio: Alemania toma posesión de Camerún.

### Agosto
- 9 de agosto: San José de Costa Rica se convierte en la tercera ciudad del mundo (después de Nueva York y París), en contar con iluminación eléctrica.
- 28 de agosto: Se funda la Empresa de Telecomunicaciones de Bogotá, la empresa de telecomunicaciones más antigua de Colombia.

### Septiembre
- 4 de septiembre: en Bolivia asume la presidencia Gregorio Pacheco por el Partido Conservador.

### Octubre
- 7 de octubre: Guillermo Lehmann funda la localidad argentina de Humberto Primo, Provincia de Santa Fe.
- 17 de octubre: el cuarto congreso de la American Federation of Labor (Federación Estadounidense del Trabajo), de origen anarquista, resuelve que desde el 1.º de mayo de 1886 la duración legal de la jornada de trabajo debería ser de ocho horas. Esto generará la Masacre de Chicago (que se recuerda cada año en el Día Internacional del Trabajo).
- 22 de octubre: en Washington (Estados Unidos), la Conferencia Internacional del Meridiano establece para uso internacional que el meridiano 0° es el de Greenwich.

### Noviembre
- 4 de noviembre: Elecciones presidenciales de Estados Unidos de 1884. Después de 28 años, los demócratas ganan los comicios presidenciales. El demócrata Grover Cleveland consigue ganar a los republicanos de James G. Blaine por un estrecho margen de votos populares pero con una reñida mayoría de 219 votos electorales frente a 182 de los republicanos.
- 12 de noviembre: Timişoara se convierte en la segunda ciudad de Europa (después de París), en contar con iluminación eléctrica.
- 15 de noviembre: En Alemania, varios países imperialistas realizan la Conferencia de Berlín para repartirse la invadida África.

### Diciembre
- 1 de diciembre: En México el general Porfirio Díaz asume la presidencia por segunda ocasión para el mandato 1884-1888.
- 4 de diciembre: Un grupo de colonos franceses provenientes de Aveyron se establecen en la pampa argentina y fundan la ciudad de Pigüé.
- 25 de diciembre: Un terremoto de 6,7, con epicentro situado entre las provincias de Málaga y Granada, causa más de 1.200 muertos y cerca de 1.500 heridos en las poblaciones de Arenas del Rey (Granada) y los municipios del Llano de Zafarraya (Granada). Los efectos del terremoto fueron más desastrosos al coincidir con una fuerte nevada.

### Fechas desconocidas
- Se establece en España el monopolio del servicio telefónico a favor del Estado
- En la India, lord Dufferin sucede a lord Ripon como virrey.
- Pacto de Londres entre los británicos y los bóeres.
- En Filadelfia (Pensilvania), Russell Herman Conwell funda la Universidad de Temple
- Togo y Camerún quedan bajo «protectorado» alemán.
- En San Carlos Sud (Argentina) se funda la cervecería San Carlos.

## Arte y literatura
- Paul Verlaine: Los poetas malditos.
- Joris-Karl Huysmans: A contrapelo.
- Vincent van Gogh: Los telares.
- Antoni Gaudí: Templo Expiatorio de la Sagrada Familia.
- Leopoldo Alas (Clarín): primer tomo de La Regenta.
- José María de Pereda (1833-1906, escritor español): Sotileza.
- Guy de Maupassant (1850-1893, escritor francés): El lobo.
- Georges Seurat (1859-1891, pintor francés): Bañistas en Asnières.

## Música
- Jules Massenet: ópera Manon.
- Giacomo Puccini: ópera Le Villi.

## Ciencia y tecnología
- 15 de agosto: la Academia de Medicina de París da su aprobación al método Pasteur de curación de la rabia.
- Thomas Alva Edison descubre el «efecto Edison», base de la electrónica moderna.
- Jean-Martin Charcot (neurólogo francés, 1825-1893): lecciones sobre las enfermedades del sistema nervioso.
- Arnold J. Toynbee (1852-1883, economista británico) escribe La revolución industrial en Inglaterra, que se publicará un año después de su muerte.
- Los alemanes Edwin Klebs (patólogo) y Friedrich Loeffler (bacteriólogo) descubren la bacteria responsable de la difteria: Corynebacterium diphtheriae.
- Friedrich Loeffler, bacteriólogo alemán, concluye que la bacteria C. diphtheriae produce una toxina, siendo, por tanto, el primero en describir una exotoxina.

## Deportes
- En la ciudad de Rosario (Argentina), el ciudadano británico Isaac Newell crea el Colegio Comercial Anglicano Argentino, institución que más tarde contendría al Club Atlético Newell’s Old Boys, y en la que algunos pocos creen se disputaron los primeros partidos de fútbol en ese país.
- El equipo de fútbol inglés Derby County Football Club es fundado el 5 de febrero de 1884.

## Nacimientos

### Enero
- 28 de enero: Auguste Piccard, inventor suizo (f. 1962).
- 30 de enero: Pedro Pablo Ramírez, militar argentino, dictador entre 1943 y 1944 (f. 1962).

### Marzo
- 16 de marzo: Aleksandr Beliáyev, escritor ruso de ciencia ficción (f. 1942).
- 17 de marzo: José Patricio Guggiari, político y presidente paraguayo desde 1928 hasta 1932 (f. 1957).
- 24 de marzo: Peter Debye, físico-químico estadounidense, premio nobel de química en 1936 (f. 1966).
- 26 de marzo: Wilhelm Backhaus, pianista alemán (f. 1969).
- 31 de marzo: Adriaan van Maanen, astrónomo neerlandés (f. 1946).

### Abril
- 4 de abril: Isoroku Yamamoto, almirante japonés (f. 1943).
- 6 de abril: Walter Huston, actor canadiense-estadounidense (f. 1950).
- 12 de abril: Otto Fritz Meyerhof, fisiólogo alemán, premio nobel de medicina en 1922 (f. 1951).
- 20 de abril: Daniel Verugian, poeta armenio. (f. 1915)
- 23 de abril: Juan Bautista Castagnino, empresario y mecenas argentino (f. 1925).

### Mayo
- 8 de mayo: Harry S. Truman, político estadounidense y 33° presidente desde 1945 hasta 1953 (f. 1972).
- 21 de mayo: Manuel Pérez y Curis, poeta uruguayo (f. 1920).
- 25 de mayo: Walter Duranty, periodista angloamericano (f. 1957).

### Junio
- 22 de junio: James Rector, atleta estadounidense (f. 1949).
- 29 de junio: Pedro Henríquez Ureña, escritor dominicano (f. 1946).

### Julio
- 12 de julio: Amedeo Modigliani, pintor y escultor italiano, afincado en París (f. 1920).
- 23 de julio: Emil Jannings, actor germano-estadounidense (f. 1950).

### Agosto
- 2 de agosto: Rómulo Gallegos, escritor y presidente venezolano (f. 1969).
- 3 de agosto: Josias Braun-Blanquet, botánico suizo (f. 1980).
- 16 de agosto: Hugo Gernsback, escritor luxemburgués de ciencia ficción (f. 1967).
- 27 de agosto: Alfredo Baldomir, presidente uruguayo (f. 1948).
- 27 de agosto: Vincent Auriol, presidente francés (f. 1966).
- 29 de agosto: José Capuz, escultor español (f. 1964).
- 29 de agosto: Juliette Roche, escritora y pintora francesa (f. 1980)
- 30 de agosto: Theodor Svedberg, químico sueco, premio nobel de química en 1926 (f. 1971).

### Septiembre
- 14 de septiembre: Luis Ramón Marín, fotógrafo español (f. 1944)
- 24 de septiembre: İsmet İnönü, comandante y presidente turco (f. 1973).

### Octubre
- 11 de octubre: Friedrich Bergius, químico e industrial alemán, premio nobel de química en 1931 (f. 1949).
- 25 de octubre: Edwiges de Sá Pereira, maestra, periodista, poetisa y feminista brasileña (f. 1958).
- 30 de octubre: Pascual Nadal Oltra, artista y misionero franciscano español (f. 1935).

### Noviembre
- 11 de noviembre: Gerardo Dottori, pintor italiano (f. 1977).
- 13 de noviembre: Diego Carbonell, médico, diplomático e historiador venezolano. (f. 1945)
- 24 de noviembre: Yitzjak Ben-Zvi, presidente israelí (f. 1963).

### Diciembre
- 10 de diciembre: Eulalia Vicenti, escritora, periodista, secretaria-general de las Mujeres Ibéricas e Iberoamericanas. (f. 1979)
- 25 de diciembre: José Obeso Revuelta, político español (f. 1952).

### Fechas desconocidas
- Artemio Zeno, médico y cirujano argentino (f. 1935).

## Fallecimientos

### Enero
- 6 de enero: Gregor Mendel, botánico, naturalista y religioso austriaco (n. 1822).

### Febrero
- 11 de febrero: John Hutton Balfour, médico y botánico británico (n. 1808).

### Marzo
- 10 de marzo: Bernardo Guimarães, escritor y poeta brasileño (n. 1825).

### Mayo
- 12 de mayo: Bedřich Smetana, director de orquesta y compositor checo (n. 1824).

### Junio
- 19 de junio: Juan Bautista Alberdi, político y escritor argentino (n. 1810).

### Septiembre
- 10 de septiembre: George Bentham, botánico británico (n. 1800).

### Noviembre
- 13 de noviembre: Antonio Leocadio Guzmán, político y periodista venezolano (n. 1801).
- 17 de noviembre: Thomas Wright, Paleontólogo escocés (n. 1809).